# ماکاو (ریوگرانده شمالی)
ماکاو (ریوگرانده شمالی) (به پرتغالی: Macau, Rio Grande do Norte) یک شهرستان در برزیل است که در ریو گرانده شمالی واقع شده‌است.

منشا این شهر به آغاز قرن نوزدهم بازمی‌گردد، زمانی که به عنوان منطقه‌ای برای تولید نمک مستعمره شده بود. اصلی ترین تولیدات این منطقه، نمک دریا (یکی از اصلی ترین نمک های برزیل)، روغن و ماهی است. این منطقه یکی از بزرگترین تولیدکنندگان ملی ساردین است.
کارناوال های ماکائو از دیگر جاذبه های این منطقه است و بازدیدکنندگان بسیاری از تقریبا، کل ایالت ریو گراند دو نورته دارد.